# Gosławice (powiat kutnowski)
Gosławice – wieś w Polsce położona w województwie łódzkim, w powiecie kutnowskim, w gminie Bedlno.
Prywatna wieś szlachecka położona była w drugiej połowie XVI wieku w powiecie orłowskim województwa łęczyckiego. W latach 1975–1998 miejscowość należała administracyjnie do województwa płockiego.
16 września 1939 żołnierze Wehrmachtu zamordowali 6 mieszkańców.